# شهرستان پولک (آیووا)
شهرستان پولک، آیووا (به انگلیسی: Polk County, Iowa) شهرستانی در ایالات متحده آمریکا است که در آیووا واقع شده‌است.